# Magdalena Kubasiewicz
Magdalena Kubasiewicz (ur. 1990) – polska pisarka, autorka fantastyki i powieści kryminalnych, należąca do grupy literackiej Harda Horda. Jest znana między innymi z cyklu Wilcza Jagoda.

## Życiorys
Urodziła się w województwie świętokrzyskim. Jest absolwentką Uniwersytetu Jagiellońskiego.

## Twórczość

### Powieści

#### CyklKrólewska wiedźma
- Spalić wiedźmę, wyd. Genius Creations, 2015
- Wiedźma Jego Królewskiej Mości, wyd. Genius Creations, 2017
- Przeminęło z Wiedźmą, wyd. Sine Qua Non, 2024

#### CyklBluszczowy dwór
- Sonata dla motyla, wyd. Replika, 2016
- Jesienny bluszcz, wyd. Replika, 2018

#### CyklEmilia Brzeska na tropie
- 50 wesel i pogrzeb, wyd. Czarna Dama, 2021
- 100 wesel i zaginięcie, wyd. Czarna Dama, 2021
- 150 wesel i grób, wyd. Czarna Dama, 2021

#### CyklWilcza Jagoda
- Kołysanka dla czarownicy, wyd. SQN, 2022
- Przysługa dla czarnoksiężnika, wyd. SQN, 2022
- Klątwa dla demona, wyd. SQN, 2023
- Zaklęcie dla czarownika, wyd. SQN, 2023

#### CyklCienie Avy Carey
- Cienie z Donlonu, wyd. SQN, 2024
- Mgły z Donlonu, wyd. SQN, 2025

#### CyklNatasza „Lady” Ladowska
- Czarodziejka z ulicy Reymonta, wyd. SQN, 2023
- Czarodziejka z ulicy Grodzkiej, wyd. SQN, 2024

#### Pozostałe
- Topienie marzanny, wyd. Lucky, 2018
- Gdzie śpiewają diabły, wyd. Uroboros, 2019
- Wigilijny pech, wyd. W.A.B, 2019
- Nieszczęścia chodzą trójkami, wyd. Czarna Dama, 2021
- Wszystko pochłonie morze, wyd. Uroboros, 2021

### Opowiadania
- Dokąd odeszły cienie, w antologii Harda Horda, wyd. SQN, 2019
- Sen nocy miejskiej, w antologii Harde Baśnie, wyd. SQN, 2020
- Żar i wicher, w antologii Cztery pory magii, wyd. SQN, 2023
- Wspomnienie ognia, w antologii Cztery żywioły magii, wyd. SQN, 2024
- Demon wewnątrz mnie, w antologii Harde Bestie, wyd. SQN, 2024

## Nagrody
| Rok  | Nazwa Nagrody                   | Status    | Dodatkowe informacje                          | Źródło |
| ---- | ------------------------------- | --------- | --------------------------------------------- | ------ |
| 2021 | Nagroda im. Janusza A. Zajdla   | Nominacja | Nominacja za opowiadanie Sen nocy miejskiej   | [ 3 ]  |
| 2022 | Nagroda im. Janusza A. Zajdla   | Nominacja | Nominacja za powieść Wszystko pochłonie morze | [ 4 ]  |
| 2022 | Nagroda im. Jerzego Żuławskiego | Nominacja | Nominacja za powieść Wszystko pochłonie morze | [ 5 ]  |
| 2023 | Nagroda im. Janusza A. Zajdla   | Nominacja | Nominacja za powieść Kołysanka dla czarownicy | [ 6 ]  |